# La Ronde (Québec)
Pour les articles homonymes, voir La Ronde.
 (juin 2023).
Si vous disposez d'ouvrages ou d'articles de référence ou si vous connaissez des sites web de qualité traitant du thème abordé ici, merci de compléter l'article en donnant les références utiles à sa vérifiabilité et en les liant à la section « Notes et références ».
La Ronde est un parc d'attractions de 59 hectares (146 acres) situé sur l'île Sainte-Hélène à Montréal, au Québec, au Canada.
Le parc d'attractions appartient à l'entreprise Six Flags sous un bail emphytéotique avec la ville de Montréal, depuis 2001.
L'ouverture du parc a eu lieu dans le cadre de l'Exposition universelle de 1967.
Le parc compte 38 manèges et attractions et attire environ 1,2 million de visiteurs chaque année.

## Histoire

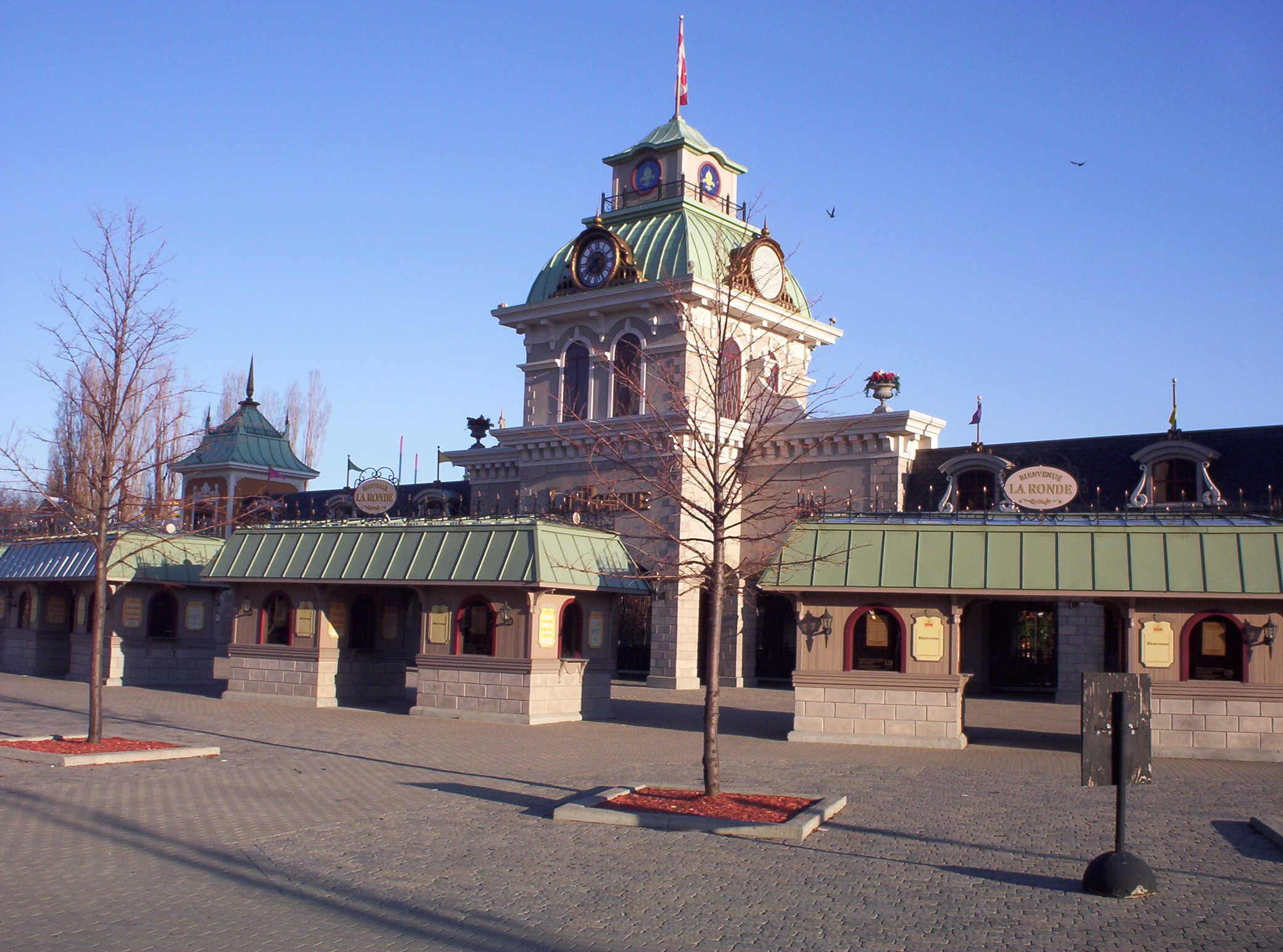
Entrée du parc d'attractions, rénovée lors de l'acquisition par Six Flags en 2001.

Avant l'Exposition universelle de 1967, l'île Sainte-Hélène, qui se situe au milieu du fleuve Saint-Laurent, n'avait pas le même aspect qu'aujourd'hui. En effet, il existait trois îles à cet endroit, l'île aux Fraises, l'île Sainte-Hélène et l'île Ronde.
L’île où se situe le parc fut agrandie pour l'Exposition universelle de 1967.
En 2000, la Ville de Montréal met en vente le parc d'attractions et en 2001, l'entreprise Six Flags signe un bail emphytéotique avec la ville jusqu'en 2065.

## Anciennes attractions
Le tableau suivant répertorie de manière non exhaustive l'ensemble des attractions de La Ronde qui ont existé depuis l'ouverture du parc en 1967 et qui sont désormais fermées,,,[source insuffisante],[source insuffisante].
| Nom                                        | Type                                | Fabricant                     | Années d'opération | Remplacé par                                                         |
| ------------------------------------------ | ----------------------------------- | ----------------------------- | ------------------ | -------------------------------------------------------------------- |
| Aqua-Parc (l')                             |                                     |                               | 1985- 1996         | Vampire, Vol Ultime, Disco Ronde, Vertigo, Titan                     |
| Araignée (l')                              |                                     |                               | 1967-?             | Splash                                                               |
| Arc-en-ciel (l')                           | Rainbow                             | Huss Rides                    | 1983-1987          | Bateau Pirate                                                        |
| Astrobolides (les)                         |                                     | Sartori                       | 1984-2004          | Marais Enchanté                                                      |
| Astronef (l')                              | Sky Flyer                           | Vekoma                        | 1985-2002          | Grand Manitou                                                        |
| Autos-Tamponneuses (les)                   | Autos tamponneuses                  | Reverchon                     | 1983-2002          | Toboggan Nordique                                                    |
| Bagnoles (les)                             |                                     | Arrow Dynamics                | 1967-2004          | Air Papillon                                                         |
| Carrousel Volant (le)                      | Wave Swinger                        | Zierer                        | 1983 -1987         | À déterminer                                                         |
| Calipso (le)                               |                                     |                               | 1968-?             | Estrades de l'International des feux Loto-Québec                     |
| Chats et Souris (les)                      |                                     | Sartori                       | 1984-2004          | Danse des Bestioles                                                  |
| Carrousel des Enfants (le)                 |                                     |                               | À déterminer       | À déterminer                                                         |
| Cobra (le)                                 | Montagnes russes debout             | Intamin                       | 1995-2016          | Terrain vague                                                        |
| Course (la)                                | Montagnes russes en métal Flitzer   | Zierer                        | 1972-1976          | Monstre et Restaurants                                               |
| Cyberzone Ubisoft/Nintendo (le)            | Cyberzone                           | Ubisoft, Nintendo             | 2008 - 2011        | Salle à manger des employés                                          |
| El Diablo                                  | Troïka                              | Huss Rides                    | 1978-2003          | Splash                                                               |
| Entreprise (l')                            | Enterprise                          | Huss Rides                    | 1979-Années 80     | À déterminer                                                         |
| Galopant (le)                              | Premier carrousel galopant au monde | Créé par Léon Bolland en 1885 | 1885-2020          | Toujours en place                                                    |
| Glissades (les)                            | Glissades pour enfants              |                               | 1967-?             | À déterminer                                                         |
| Gyrotron (le)                              | Parcours scénique                   | Von Roll                      | 1967-1981          | Monstre                                                              |
| Maëlstrom (le)                             | Sea storm ride                      | Mack Rides                    | 1985-2007          | La zone de détente Coca-Cola                                         |
| Mini-Rallye (le)                           |                                     | Sartori                       | 1993-2004          | Monsieur l'Arbre                                                     |
| Minirail (en)(le)                          | Monorail avec wagons ouverts        |                               | 1964-2020          | Les stations Fort-Edmonton et Village-d'Antan demeurent en place.    |
| Mont Blanc (le)                            | Matterhorn                          | Reverchon                     | 1967-2000          | Monstre et jeux d'adresses                                           |
| Moulin de la Sorcière (le)                 |                                     | Pinfari                       | 1969-2004          | Chaos                                                                |
| Ovni (l')                                  | Disco-Round                         | Huss Rides                    | 1986-2006          | Démon                                                                |
| Palais des Glaces (le)                     | Labyrinthe de miroirs               |                               | 1985-2003          | Splash                                                               |
| Petite Roue (la)                           |                                     | Sartori                       | 1984-2004          | Pomme d'api                                                          |
| Petite Roue (la) (2018)                    |                                     |                               | Annulée            | À déterminer                                                         |
| La Pitoune (en)                            | Bûche Junior                        | Arrow Dynamique               | 1967-2016          | Place 1967                                                           |
| Rotor (le)                                 | Rotor                               | Chance Rides                  | 1972-?             | À déterminer                                                         |
| Mille et une Nuits (les)                   |                                     |                               | À déterminer       | À déterminer                                                         |
| Spirale (la)                               | Tour d'Observation                  |                               | 1964-2019          | Toujours en place                                                    |
| Super Manège (le)                          | Montagnes russes en métal           | Vekoma                        | 1981-2019          | Vipère (Manège annulé), Terrain vague                                |
| Super Volcanozor 3D (le) / Bob l'Éponge 3D | Cinéma en relief                    | SimEx-Iwerks                  | 1992-2007          | CyberZone Nintendo et Ubisoft                                        |
| Tapis Volant (le)                          | Tapis volant                        | Zierer                        | 1986-2002          | Autos Tamponneuses                                                   |
| Tasses Magiques (les)                      |                                     | Zamperla                      | 2003-2009          | Ednör - l'Attaque                                                    |
| Téléphérique (le)                          |                                     |                               | 1967-2000          | Bâtiment des agents de propreté (station 1) et Catapulte (station 2) |
| Tour du Fou (la)                           |                                     |                               | Annulé             | À déterminer                                                         |
| Tornade (la)                               | Top Spin                            | Huss Rides                    | 1997-2010          | Terrain vague, Maison Hantée: La Ferme Maudite en octobre            |
| Twister (le)                               | Twister                             | Heintz Fahtze                 | 1985-2007          | Phoénix                                                              |
| Super Himalaya (le)                        |                                     |                               | À déterminer       | À déterminer                                                         |
| Scrambbler (le)                            |                                     |                               | À déterminer       | À déterminer                                                         |
| Vipère                                     |                                     |                               | Annulé             | Stationnement pour employés                                          |
| Voyage vers Mars                           |                                     |                               | À déterminer       | À déterminer                                                         |
| Wildcats (les)                             | Montagnes russes en métal Wildcat   | Schwarzkopf                   | 1968-1984          | Monstre                                                              |
| Zipper                                     |                                     |                               | 1967-?             | Monstre                                                              |

## Incidents et accidents graves

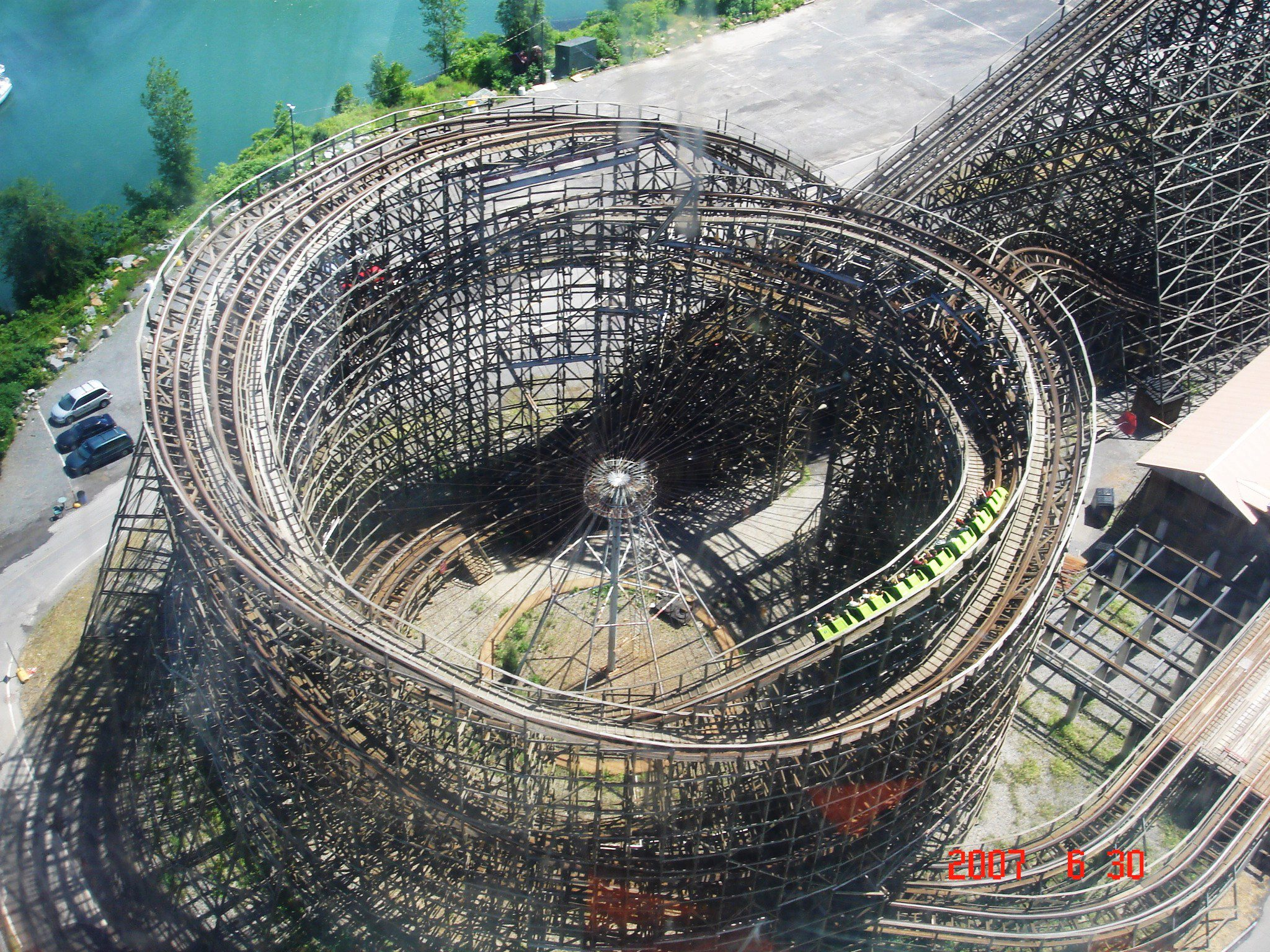
Section du Monstre

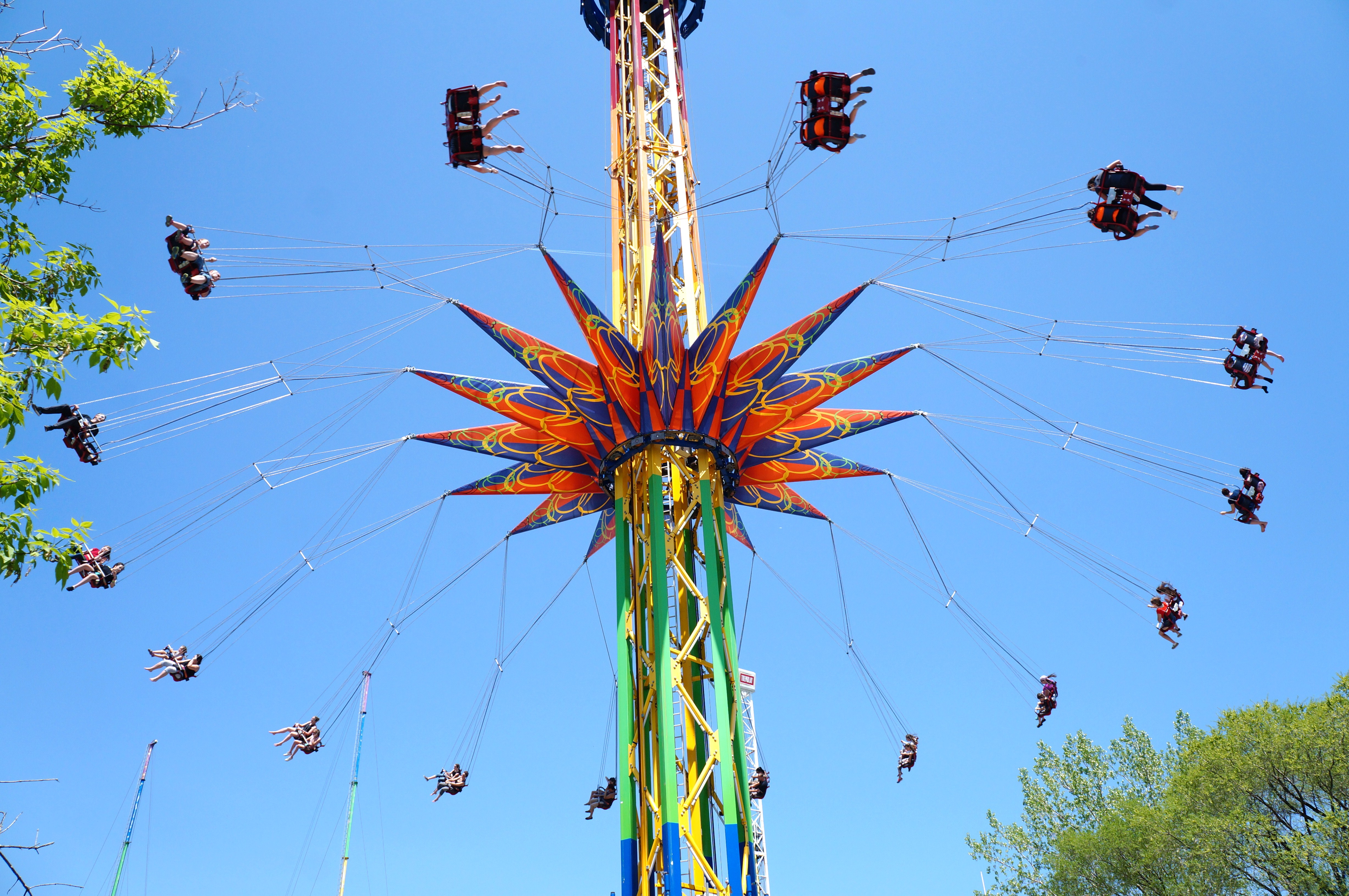
Le Vol ultime en action.

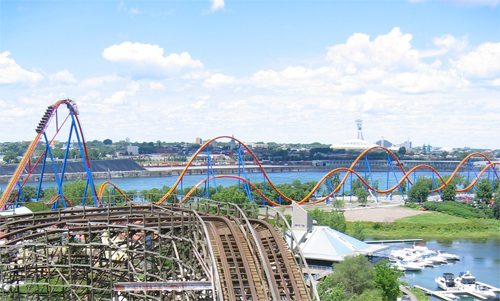
Le Goliath en arrière-plan avec une partie du Monstre au premier plan.

La Ronde a subi plusieurs accidents graves qui ont coûté ou failli coûter la vie de personnes.
Le 6 juillet 2010, après avoir embarqué dans le Boomerang, le harnais de deux jeunes adolescents se déverrouille. Les jeunes garçons, âgés de 12 ans, ne subissent pas de blessure, mais s'en tirent avec une bonne frousse. Le parc affirme avoir inspecté le manège à la suite de l'incident et que tout est en ordre.
Le 6 juillet 2012, un employé (plombier) est victime d'un accident grave. Un confrère constate un bris de la pompe de vidange dans la fosse du Vertigo (situé à proximité du Vampire) le matin de l'accident. Ce dernier demande à son superviseur de faire nettoyer la fosse pour que la pompe puisse être changée. Le plombier ayant été affecté à cette tâche se rend dans la zone d'accès limité du Vampire, le mauvais manège, vers 13 h en direction d'une des fosses . Le train qui circule à ce moment sur le rail percute l'employé. Les opératrices de l'attraction lui portent secours mais peu après, les ambulanciers constatent son décès. La Commission de la santé et de la sécurité du travail (CSST) identifie deux causes pour expliquer la mort tragique de l'employé : une assignation de tâches mal comprise a amené le travailleur à se trouver dans la zone de danger du mauvais manège et d'une autre part, l'organisme provincial estime qu'une gestion déficiente des accès aux zones de danger sous les manèges rend inefficaces les moyens de protections. La Ronde accueille froidement les résultats de l'investigation en précisant que « même s'il avait été adéquatement formé sur les procédures en place et malgré un rappel direct tout juste avant la tragédie, notre collègue est entré de façon inexpliquée dans une zone de danger restreinte et verrouillée. »
Le 21 août 2019, deux nacelles de la Grande Roue s'emboîtent provoquant le revirement de ces dernières. Les trois personnes coincées à environ six mètres du sol sont secourues dans une opération d'une trentaine de minutes et ne sont pas blessés. Les personnes se trouvant dans les deux nacelles effectuaient un tournage.